# 保育園落ちた日本死ね!!!
「保育園落ちた日本死ね!!!」は、2016年2月15日にはてな匿名ダイアリーに投稿された、待機児童問題を強烈に批判する内容の記事である。

## 概要
はてな匿名ダイアリーにこの記事が投稿されたのは2016年2月15日で、執筆したのは30代前半の女性とされる。以下、冒頭6行。

## 反応

### 政界
民進党の山尾志桜里衆議院議員（当時）は、29日にこの記事を国会で取り上げ、安倍晋三首相（当時）は、匿名であり「本当か確かめようがない」と答弁した。また、山尾の質問中に「誰が書いたんだよ」などとヤジが飛ばされ、ヤジを飛ばした一人である自民党の平沢勝栄衆院議員は、3月10日の「差別問題に関する特命委員会」の会合で、「ブログに『死ね』という言葉が出てきて、表現には違和感を覚えている」などと述べた。これらのヤジや政治家の発言に対しTwitterには「保育園落ちたの私だ」とのハッシュタグとともに保育園の入園選考に落ちたという悲痛な声が投稿されるようになった。

### 抗議デモ
この記事と安倍の国会答弁に触発される形で、国会周辺で待機児童問題への抗議運動が行われた。

### 新語・流行語大賞
「保育園落ちた日本死ね」が2016年のユーキャン新語・流行語大賞のトップテンに入った。選考委員会は「このフレーズが先導するようにして大きな社会問題を現出させた」と評価し、受賞者は、記事の投稿者が匿名のために、国会でこの言葉を初めて取り上げた山尾が選ばれた。

#### 肯定的見解
- 古市憲寿は、「『日本死ねなんてけしからん』と言っていたのは、おじさん政治家たちです。いま怒っている人との共通点は、ちゃんとブログ本文を読んでいないこと」、「人格攻撃でもなく、あくまでも比喩としての『死ね』と、具体的な他者や人格をおとしめるために使う『死ね』は全然違う」「そうするしかない悲痛な叫びとしての『日本死ね』でしょ」などと政治家らによる「死ね」の文言への批判に反論した[6]。

#### 否定的見解
- タレントで5人の子を持つつるの剛士は、「こんな汚い言葉に国会議員が満面の笑みで登壇、授与って。なんだか日本人としても親としても僕はとても悲しい気持ちになりました。きっともっと選ばれるべき言葉や、神ってる流行あったよね。。」などとTwitterに投稿。この投稿には賛否の声が上がり、その後「『綺麗な言葉を使おうね』なんて一言も言ってないです」、「ただ、死ねが流行語??　と。そんな声に国会議員が満面の笑みで登壇に違和感を覚えたというイチ視聴者の感想ツイートでした。。すいませんでした」などと投稿した[7]。

- 石平は、Twitterに「普通の日本人の間では、『日本死ぬ』のような言葉が流行った気配はないし、流行るはずもないのであろう。むしろ、それをわざと流行らせたい人がいる」と批判ツイートを投稿した[8]。

- 2ちゃんねる元幹部の山本一郎は、朝日新聞系のネットメディアであるハフポストが特定の野党と協力して広めた運動と主張している[9]。

## 文化への影響
- 漫画『ワンオペJOKER』では、「保育園落ちた日本死ね!!!」のパロディとして[10]、ジョーカーが「保育園落ちたッ!!ゴッサム死ねッ!!」と言うシーンがある[11]。
- 日本のバンドである水中、それは苦しいは、2020年に「保育園落ちた、吉田死ね」という曲をリリースしている（「ゆりかごから保育園まで」収録）。